# Haroldo (1931–2010)
Haroldo, właśc. Haroldo Rodrigues Magalhães Castro (ur. 20 grudnia 1931 w Rio de Janeiro, zm. 16 lipca 2010 w Rio de Janeiro) – brazylijski piłkarz, występujący na pozycji środkowego obrońcy.

## Kariera klubowa
Karierę piłkarską Haroldo zaczął w klubie Botafogo FR w 1950 roku. Dobra gra zaowocowała transferem do innego słynnego klubu CR Vasco da Gama w 1952 roku. Podczas gry w Vasco Haroldo wygrał z Vasco da Gama mistrzostwo Stanu Rio de Janeiro – Campeonato Carioca w 1952 roku. W latach 1954–1955 grał w SE Palmeiras, z której wrócił do Vasco da Gama, z którym ponownie wygrał z Vasco da Gama mistrzostwo Stanu Rio de Janeiro – Campeonato Carioca w 1956 i w którym skończył karierę w 1957 roku.

## Kariera reprezentacyjna
W reprezentacji Brazylii Haroldo zadebiutował 1 marca 1953 w meczu z reprezentacją Boliwii podczas Copa América 1953, na których Brazylia zajęła drugie miejsce, przegrywając w finale z reprezentacją Paragwaju. Właśnie finałowy mecz z Paragwajem był drugim i zarazem ostatnim meczem Haroldo w barwach canarinhos.